# Cerdistus sugonjaevi
Cerdistus sugonjaevi là một loài ruồi trong họ Asilidae. Cerdistus sugonjaevi được Lehr miêu tả năm 1967. Loài này phân bố ở vùng Cổ Bắc giới.